# Saint-Laurent-de-Carnols
Saint-Laurent-de-Carnols ist eine französische Gemeinde mit 535 Einwohnern (Stand 1. Januar 2022) im Département Gard in der Region Okzitanien.

## Geografie

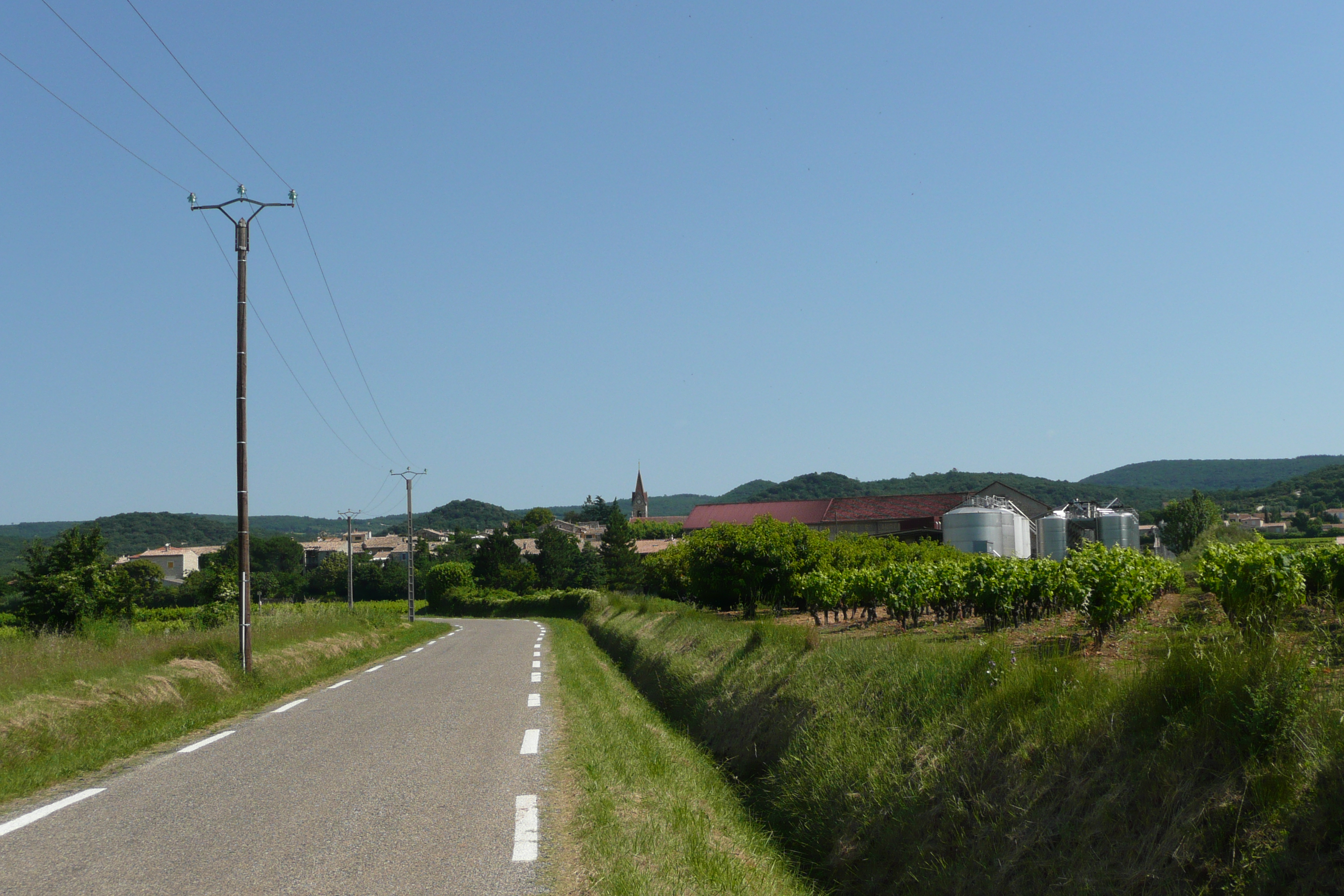
Landschaft außerhalb des Ortskerns

Saint-Laurent-de-Carnols liegt rund zehn Kilometer südwestlich von Pont-Saint-Esprit und ebenso weit nordwestlich von Bagnols-sur-Cèze. Es befindet sich zwischen dem östlich liegenden Rhonetal und dem westlich beginnenden Gebirge der Cevennen. Am Südrand des Ortes verläuft die Cèze, in deren Tal das Dorf liegt. Zudem stellt der Fluss die Grenze zur Nachbargemeinde La Roque-sur-Cèze dar. Darüber hinaus durchfließen die Bäche Rodières und Valbonne das Gemeindegebiet und münden jeweils in die Cèze. Der Nordteil des Gemeindegebiets wird von weitgehend bewaldetem Hügelland geprägt. Das Waldgebiet trägt den Namen Forêt de Valbonne und beinhaltet die Abtei Chartreuse de Valbonne, die allerdings auf dem Gebiet der Kommune Saint-Paulet-de-Caisson liegt.
Die Nachbargemeinden von Saint-Laurent-de-Carnols sind Salazac im Norden, Saint-Paulet-de-Caisson im Nordosten, Saint-Michel-d’Euzet im Osten, La Roque-sur-Cèze im Süden, Cornillon im Westen und Saint-Christol-de-Rodières im Nordwesten.

### Infrastruktur
Durch den Ort verläuft die regionale Straße D980, die sich am Ufer der Cèze orientiert und in Ost-West-Richtung von Bagnols-sur-Cèze bis Montclus führt. Über Bagnols-sur-Cèze ist der Anschluss an den überregionalen Verkehr hergestellt.

## Kultur und Geschichte
Archäologische Funde deuten darauf hin, dass das Gebiet der heutigen Gemeinde bereits in der Steinzeit von Menschen bewohnt wurde. Aus dem 7. Jahrhundert vor Christus sind Spuren von Tongefäßen erhalten, die sich am Fuß der Hügel gefunden wurden und von den Etruskern gefertigt wurden. Dazu wurden aus dieser Zeit Amphoren aus der griechischen Kolonie Massalia, dem heutigen Marseille, gefunden. Damit ist ein Nachweis für eine Handelsverbindung zu der Stadt gegeben. Gleichzeitig ist belegt, dass nördlich des Ortes ein Handelsweg verlief, der die Region auch mit dem rechten Ufer der Rhone verband. Auch aus der Zeit der römischen Besatzung und der nachrömischen Zeit im 5. Jahrhundert sind Spuren menschlicher Besiedlung erhalten.
Der heutige Ort wurde 1232 erstmals erwähnt. Der Namenszusatz Carnols hat etwa die Bedeutung von „Stein“, sodass er Saint-Laurent als ein auf Stein oder einem Felsen gebautes Dorf kennzeichnet. Die Lage an der Cèze hatte für die Entwicklung des Ortes eine hervorgehobene Bedeutung, was sich noch heute an der großen Zahl von Pumpsystemen in Flussnähe zeigt. Das Lavoir von Saint-Laurent-de-Carnols wurde 2009 mit Hilfe einer Initiative restauriert. Das Ortsbild wird auch von mehreren Brunnen geprägt, welche bis ins 20. Jahrhundert hinein die lokale Wasserversorgung sicherstellten.

## Bevölkerungsentwicklung
| Jahr      | 1962 | 1968 | 1975 | 1982 | 1990 | 1999 | 2011 | 2017 |
| --------- | ---- | ---- | ---- | ---- | ---- | ---- | ---- | ---- |
| Einwohner | 174  | 189  | 189  | 203  | 279  | 403  | 470  | 496  |

Im Jahr 1793 wurde die Gemeinde von 325 Menschen bewohnt. Dem folgten ein leichter Anstieg sowie diverse Schwankungen und 1901 gab es mit 342 Bewohnern keine wesentliche Änderung im Vergleich zum vorausgehenden Jahrhundert. In der ersten Hälfte des 20. Jahrhunderts kam es zu einem starken Absinken des Bevölkerungsniveaus, das 1962 mit 174 Einwohnern seinen Tiefstand erreichte. Daraufhin stellte sich ein deutliches Wachstum ein, das in den 1990er-Jahren besonders stark war und die Bevölkerung über ihr ursprüngliches Niveau hinaus wachsen ließ.